# Cornelis de Jode

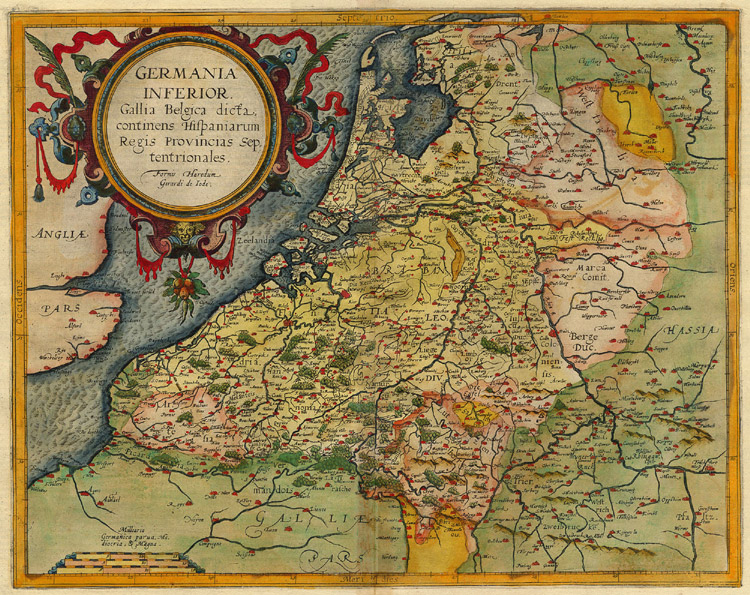
1593 Germania Inferior de Jode

Cornelis de Jode (Antwerpen, 1568 – Bergen, 1600) was een Zuid-Nederlands cartograaf, graveur en drukker.
Cornelis was een zoon van Gerard de Jode. Hij had zich door studie op zijn taak voorbereid en onderscheidde zich als 'plaetsnyder' en uitgever. De Jode had al vlug succes: de tweede uitgave van de wereldatlas Speculum Orbis Terrarum ('Spiegel van de landen van de wereld') van zijn vader Gerard, inmiddels hernoemd als Speculum Orbis Terrae ('Spiegel van het wereldland'), verbeterd en vermeerderd van 65 tot 109 kaarten, verscheen in 1593 en werd veel beter verkocht dan de eerste. Cornelis trad in 1595 toe tot het Antwerpse Sint-Lucasgilde van kunstambachtslieden.
Ook schreef De Jode De Quadrante Geometrico Libellus (1594), 'Boek over de geometrische kwadrant'. Volgens zijn grafschrift was Cornelis een van de tamelijk zeldzame cartografen die veel gereisd hadden: naar Noorwegen, Denemarken, IJsland, Italië en Spanje.
Een vroegtijdige dood maakte een einde aan zijn veelbelovende loopbaan. De koperplaten kwamen in het bezit van de uitgever J.B. Vrients die ook de platen van Ortelius kocht. Er zijn echter geen gelijksoortige atlasedities van Vrients bekend, alleen een heruitgave van de Pool-kaart in 1618.